# Fellowship, New Jersey
Fellowship là một cộng đồng chưa hợp nhất nằm ở thị trấn Mount Laurel, thuộc Hạt Burlington, New Jersey, Hoa Kỳ. Cộng đồng Fellowship ban đầu được định cư bởi một Quaker tên là George Roberts. Fellowship là nơi phát triển nhất trong các khu định cư bao gồm Núi Laurel. Cộng đồng đã bao gồm hai cửa hàng tổng hợp, cửa hàng xe ngựa, cửa hàng giày, cửa hàng thợ rèn, cửa hàng cơ khí và trường nội trú. Ngày nay, cộng đồng của Fellowship được bao quanh bởi một số cơ sở kinh doanh và các phân khu dân cư.

## Vận chuyển
Tuyến 73 là đường cao tốc chính của tiểu bang đi qua Fellowship. Ngoài ra, tuyến New Jersey Turnpike và tuyến Interstate 295 chạy qua Fellowship. Cả hai đường cao tốc cung cấp quyền truy cập vào cộng đồng.
Hãng New Jersey Transit cung cấp dịch vụ xe buýt địa phương trên tuyến 457 chạy qua địa bàn.